# Espartanos, una historia real
Espartanos, una historia real es una serie de televisión por internet dramática argentina basada en hechos reales original de Disney+. Sigue la vida de Coco, un abogado penalista que afronta la tarea de transformar a un grupo de presos en un equipo de rugby para lograr su reinserción en la sociedad. Está protagonizada por Guillermo Pfening, Pablo Rago, Lautaro Zera, Juan Leguizamón, Javier Ortega Desio y G Sony. La serie se estrenó el 19 de febrero de 2025.

## Sinopsis
Cuenta la historia de Eduardo «Coco» Oderigo, un abogado penalista y exjugador de rugby que se desempeña como secretario del Juzgado Federal y llega a la Unidad N° 48, un penal de San Martín por una denuncia de la Secretaría de Derechos Humanos. Allí, conoce a Varela quien le advierte que los problemas entre los presos son resueltos de manera interna, sin embargo, Coco tras ver la realidad carcelaria se le ocurre la idea de enseñar rugby a los presos buscando a través de los valores del deporte la reinserción social de los mismos. De esta manera, funda Espartanos, el primer equipo de rugby carcelario, sin embargo, no todos estarán contentos con esta nueva iniciativa de Coco y harán lo posible para frenarlo.

## Elenco

### Principal
- Guillermo Pfening como Eduardo «Coco» Oderigo
- Pablo Rago como Luis Varela
- Lautaro Zera como Tomás «Tomi» Vázquez
- Juan Leguizamón como Tatú
- Javier Ortega Desio como Bebe
- G Sony como Juan Carlos «Mamut» Mazza

### Secundario
- Lautaro Delgado como Castilla
- Jorge Suárez como Vargas
- Carla Pandolfi como Malena Oderigo
- Valentín Villafañe como Colli
- Paulo Sánchez Lima como Víctor
- Gabriel Villalba como Miguel «Cady» Saladino
- Alan Garvey como Rodrigo «Toto» Gómez
- Jonathan Toledo como Alejandro Farías
- Lucas Aranda como Leonardo Perrone
- Elio Santander como Alcides Zalazar
- Franco Piffaretti como Nicolás
- Lucas D'Amario como Quilo
- Agostina Innella como Tamara

### Participaciones
- Juana Viale como María Laura
- René Bertrand como Poggi
- Agostina Innella como Tamara
- Lucía Palacios como Paola
- Alián Devetac como Eduardo Fernández
- Federico Llambí como Marcos Da Silva
- Martín Cutino como Bruno García

## Episodios
| N.º | Título                   | Dirigido por      | Escrito por                | Fecha de lanzamiento original |
| --- | ------------------------ | ----------------- | -------------------------- | ----------------------------- |
| 1   | «Apagar fuego con nafta» | Sebastián Pivotto | Andrés Gelós y Pablo Gelós | 19 de febrero de 2025         |
| 2   | «Desde el cielo»         | Sebastián Pivotto | Andrés Gelós y Pablo Gelós | 19 de febrero de 2025         |
| 3   | «Un equipo»              | Sebastián Pivotto | Andrés Gelós y Pablo Gelós | 19 de febrero de 2025         |
| 4   | «Duelo»                  | Sebastián Pivotto | Andrés Gelós y Pablo Gelós | 19 de febrero de 2025         |
| 5   | «El capitán»             | Sebastián Pivotto | Andrés Gelós y Pablo Gelós | 19 de febrero de 2025         |
| 6   | «No permanecer caído»    | Sebastián Pivotto | Andrés Gelós y Pablo Gelós | 19 de febrero de 2025         |
| 7   | «Poner la cara»          | Sebastián Pivotto | Andrés Gelós y Pablo Gelós | 19 de febrero de 2025         |
| 8   | «Mis espartanos»         | Sebastián Pivotto | Andrés Gelós y Pablo Gelós | 19 de febrero de 2025         |

## Producción
En agosto de 2022, se informó que la empresa Pegsa Group había comenzado con el desarrollo de una serie basada en la historia de Los espartanos, un equipo de rugby surgido en la Unidad Penal N° 48 de la localidad bonaerense de San Martín. Por otra parte, Sebastián Pivotto fue anunciado como el director de la serie y los primeros actores confirmados para conformar el elenco principal fueron Guillermo Pfening y Pablo Rago.
Las grabaciones iniciaron en octubre del 2022 en Segurola y Juan B. Justo. El rodaje finalizó en enero del 2023.